# Yanji
För andra betydelser, se Yanji (olika betydelser).
Yanji, tidigare även känd som Yenki, är en stad på häradsnivå i Jilin-provinsen i nordöstra Kina. Den ligger omkring 370 kilometer öster om provinshuvudstaden Changchun. Staden är huvudort i den koreanska autonoma prefekturen Yanbian som gränsar till Nordkorea.
En stor del av staden är etniska koreaner och både kinesiska och koreanska används i staden. Yanjis läge nära Nordkorea har stor betydelse för stadens samhälle och ekonomi. Smuggling av nordkoreanskt metamfetamin har lett till stora drogproblem i orten. Yanji är också en viktig transitort för nordkoreanska flyktingar som tagit sig över gränsfloden Tumen.